# Antonio Narváez Rodríguez
Antonio Narváez Rodríguez (Badajoz, 23 de febrero de 1958) es un jurista español, que fue teniente fiscal de la Fiscalía del Tribunal Supremo y desde 2014 a 2023 fue magistrado del Tribunal Constitucional.

## Biografía
Licenciado en Derecho por la Universidad de Extremadura, cursó de 2008 a 2010 los cursos de doctorado en Derecho por la misma universidad. Ingresó en el año 1982, con 24 años, en la Escuela Judicial con el número 1 de la 28ª Promoción, optando después por la carrera fiscal y, en su primer destino, ejerció como abogado-fiscal en la Audiencia Provincial de Córdoba; en 1984 fue promovido a la categoría de Fiscal, permaneciendo en el mismo destino. En 1987 fue nombrado Fiscal-Jefe de la Audiencia Provincial de Teruel, cargo que ejerció hasta el año 1997. Entre el citado año y 2007 ejerció de Fiscal ante el Tribunal Constitucional. En el mes de mayo de 2007 fue promovido a la categoría de Fiscal de Sala del Tribunal Supremo y nombrado al mismo tiempo Fiscal de Sala-Jefe de la Sección de lo Contencioso-administrativo del Tribunal Supremo. En dicho cargo permaneció hasta el mes de junio de 2013 en que fue nombrado teniente fiscal del Tribunal Supremo, que es la máxima categoría dentro de la carrera fiscal, en cuanto cargo inmediatamente inferior al de fiscal general del Estado. En el mes de julio de 2014 fue nombrado magistrado del Tribunal Constitucional, a propuesta del Gobierno de España en 2014 para ocupar la vacante producida por la renuncia presentada por D. Enrique López y López. Como Magistrado del Tribunal Constitucional ha permanecido hasta el 9 de enero de 2023 en que cesó por renovación. A partir de esa fecha se reintegró al servicio activo en la Carrera Fiscal y actualmente ocupa el cargo de Fiscal de Sala del Tribunal Supremo, adscrito a la Sección de lo Contencioso-Administrativo de la Fiscalía del Tribunal Supremo.
Como docente fue profesor coordinador del Centro de Estudios Jurídicos del área de Derecho Procesal y Constitucional en el Curso de Formación inicial de Fiscales (1998-2010). También fue coordinador del Módulo de Ética y Deontología Profesional del mismo curso (2012-13) y ponente de la Escuela Judicial en los cursos de formación inicial de jueces (2002-2013).
Desarrolló diferentes proyectos de cooperación internacional. Participó como consultor técnico en el Proyecto de Naciones Unidas para el desarrollo de Países del Tercer Mundo con la cooperación del Consejo General del Poder Judicial en Guatemala (1997 y 1998). También intervino en el Proyecto de la Unión Europea para la formación de jueces y fiscales de Paraguay (2001). También elaboró una propuesta de reglamento interno de la carrera fiscal de Bolivia (2004) a raíz de un convenio entre la Agencia Española de Cooperación Internacional y la Fiscalía General de Bolivia que lo llevó también a elaborar manuales de desarrollo de los sistemas de acceso a la carrera, del diseño de los planes anuales de formación y de las convocatorias de acceso. Como experto de la Unión Europea ha participado en la capacitación de jueces, fiscales y defensores de oficio en el Código de Procedimiento Penal de Colombia (2006) y como docente formó fiscales mexicanos (2007). Entre 2008 y 2010 coordinó un proyecto de la Unión Europea de asistencia de la Fiscalía General de España para con la Fiscalía General de Albania.

## Publicaciones
- Jurado en España. Notas a la Ley Orgánica del Tribunal de Jurado. Editorial Parteras (Granada, 1995)
- El Manual de Jurado (coautor). Ed. Abeja (Madrid, 1996)
- El Ministerio Fiscal y la Tutela Jurisdiccional Contencioso-administrativa de los Derechos Fundamentales (coautor). Ed. Centro de Estudios Jurídicos y Ed. Thomson-Aranzadi (Pamplona, 2006).

## Distinciones
- Ostenta las Cruces distinguidas de 1ª y 2ª clase, así como la Cruz de Honor de la Orden de San Raimundo de Peñafort
- Igualmente, se halla en posesión de la Cruz de Plata de la Orden al Mérito de la Guardia Civil.